# 嶺南 (中国)

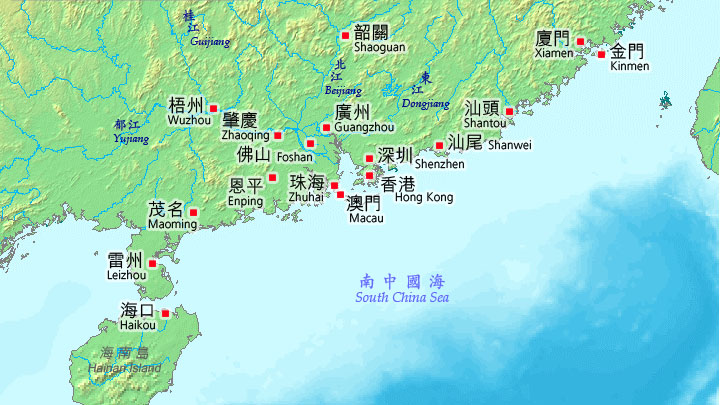
華南/嶺南の諸都市。なお福建省（かつての閩）は、多くの場合嶺南には含まれない

嶺南（れいなん、リンナン、Lingnan）は中国の南部の「五嶺」（南嶺山脈）よりも南の地方を指す。現在の広東省、広西チワン族自治区、海南省の全域と、湖南省、江西省の一部にあたる。部分的に華南と重なっている。
かつて中国がベトナムの北部一帯を支配し、紅河（ソンコイ河）三角州に交趾郡を置くなどしていた時期には、ベトナム北部も嶺南に含まれていたが、今日使われる「嶺南」の概念からはベトナムは除かれる。また、「嶺南」という語が単に広東・広西・海南の三省区のみを指して使われ、江西省と湖南省の五嶺山脈以南の部分が除外される場合もある。
嶺南は「嶺外」、「嶺表」とも称される。「表」とは「外」を意味し、嶺表は中国中心部から見て五嶺よりも外側という意味になる。嶺南も、中原を中心とした地域名称である。
嶺南は中国の他の地域とは五嶺で隔絶され、気候や環境も異なっており、現在でも他の地域とは若干異なった文化や習慣を有している。

## 概要と歴史
嶺南は「五嶺の南」を意味する。五嶺（南嶺山脈）とは越城嶺、都龐嶺(掲陽嶺とも）、萌渚嶺、騎田嶺、大庾嶺の5つの山脈の複合体を指す。これらの山脈は広西チワン族自治区の東部から広東省東部、北は湖南省や江西省南部にかけて広がり、各省の境界線を形成している。中国の長江以南でも最大の東西方向の構造帯山脈であり、長江と珠江の二大水系の分水嶺でもある。
嶺南は、古代は百越の地と呼ばれた。中原とは言葉の通じず風習も異なる南方諸民族（百越族）が住んでおり、呉や越を通じて中原ともわずかながら交渉を持っていた。

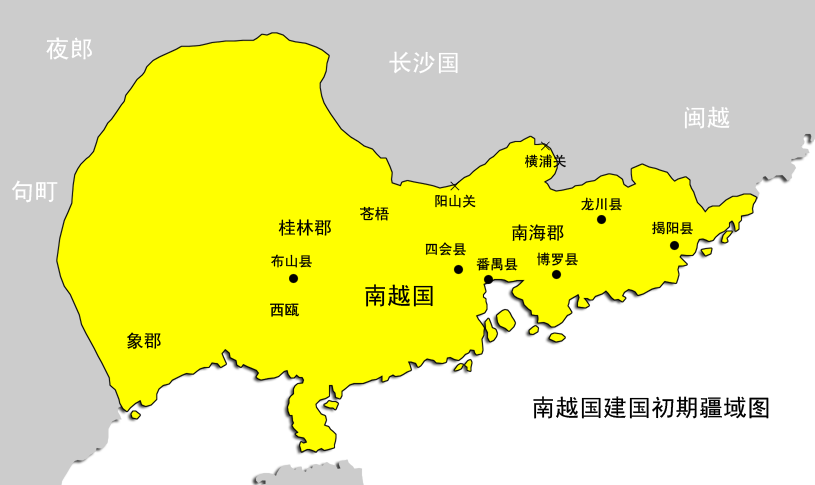
南越国領域

やがて中国皇帝の支配が及ぶようになり、秦末漢初には南越国が置かれた。晋書・地理志下では、秦代に建てられた南海郡・桂林郡・象郡を「嶺南三郡」と称しており、北は五嶺、南は南海、西は雲貴、東は福建に接する範囲が嶺南であったことがわかる。この範囲内には、象郡に属する現在のベトナム北部も含まれるが、唐代後期に安南都護府が形骸化すると中国のベトナムに対する支配は失われ、宋代以後はベトナムは嶺南に含まれることはなくなった。
五嶺は非常に険しく、長年にわたり天然の障壁として交通の妨げになっていた。その結果、嶺南は中原とは異なる経済・文化を営んできた。北方人は嶺南を「蛮夷の地」と呼んできた。唐代、嶺南出身者で唯一宰相となった張九齢は大庾嶺の山中に梅関古道を開き、以後、徐々に南北の往来が増え始めた。

## 自然条件

### 気候
北回帰線が嶺南の中部を横断している。嶺南は温帯夏雨気候に属し、モンスーンの影響を受け、亜熱帯や海洋性気候の色合いが強い。また雷州半島から海南島にかけては熱帯モンスーン気候に属している。高温・多雨が嶺南の気候的特徴であり、夏が長く冬は短く、山岳部以外で霜が降りたり雪が降ったりすることはない。熱帯収束帯に入る期間が長く、年間日照時間は余り長くないが、緯度が低いために日射量が非常に多い。モンスーンの影響から年間の風向も大きく異なり、夏は風速の小さな南風が多く、冬は風速の強い北風が多い。春と秋は風向も気候も一定しない。
気温が高く雨量も多いことから、動植物や果樹、花の種類が豊富である。動植物資源的には、中国の他の地方よりも恵まれているといえる。

## 地勢
嶺南の地勢は、平野は狭く山地が比較的多い。地殼運動による褶曲や地層の断裂の影響が大きく、山地、丘陵、台地、平原が交錯している。岩石の性質は多種多様で、地貌の類型も非常に複雑で多様になっている。嶺南には、五嶺の険しい山岳部から多数の河川が流れている。流量は大きいが土砂の量は少ない。嶺南最大の河川は珠江で、長さは中国5位だが、流量は長江に次ぐ2位になっている。
多様な地形、特に峻厳な峰々や縦横に流れる河川や入り組んだ海岸線が作り出す風景は、嶺南の風光を印象的なものとしている。また石灰岩による奇峰や鍾乳洞などの地形は桂林を始めとする景勝地の主要な構成要素である。広東の名山の中でも、明末清初の嶺南の著名な詩人である屈大均は羅浮山を一番としている。

## 嶺南の社会
「嶺南文化」は中国北方の中原文化とは大きな差異を有する。河川沿いでは漁労や稲作の恩恵を受け、外は海に開かれ、中原の政治的混乱の及びにくい土地柄から、独特な文化が広東などには育まれた。主要なものには広府文化、潮州文化、客家文化などがある。

### 商業と交易
古代の嶺南では、中原との交通が険しい山々によって阻まれることから、開発も遅れた。「山高皇帝遠」（山は高く、皇帝は遠い）と嶺南の人間を嘆かせていたこの地理的条件が、一方では中原の政治の風波の影響を受けにくくすることにも役立った。
経済の発展も、一旦始まると、あとは比較的平穏に進んでいった。中原とは「以農為本」（農業をもって本となす）という点では同じだったが、農作物ではまずこの地域に古くからあった水稲を主とした。また、嶺南は河川が縦横に走っており、気候も温暖なので、穀物以外にも養魚、家禽、果樹、桑樹、養蚕など、漁業や畜産業や商品作物の栽培といったあらゆる種類の第一次産業を行うことができた。
海岸線の長い嶺南では、沿海漁業の他に海上交易も早くから行われた。海の向こうとの交易の経験が、商品経済の発展や商品意識の育成へつながった。元代には、嶺南は海のシルクロードを通じた東西交易の東の玄関となり、明から清中期にかけては嶺南の繁栄ぶりは最高に達した。この時期は広州だけが中国唯一の対外貿易港で、広州は中国でも最大級の商業都市であり、珠江は行き交う船で大いに繁忙した。

### 中原の文化の影響
早くも商周の時期より、嶺南から、中原や長江流域への政治・経済・文化などの面での交流は存在していた。戦国時代には、嶺北から漢人が多数来るようになった。商売や交易で来た者の他には、戦乱から逃れてきた者、嶺南への征服戦争でそのまま定住した者などがおり、その数も徐々に増えた。
しかし大規模な嶺南への移住の動きは、秦が嶺南をも支配下に入れて以後のことになる。百越の人々も、北から来る漢人に次第に同化されていったが、方言や風習などに大きな違いは残った。
唐の開元年間、宰相張九齢は大庾嶺を超える幅の広い新道を造り、これが嶺南と嶺北の間の主要な道となった。この道ができて以後、嶺南には中原の文化や財貨が行き渡るようになり、嶺南から優れた人材が中央に進むようになった。また、その一方で華北・華中から嶺南への人口移動も何度も起こり、北方の生産技術が次々に嶺南に伝えられるようになった。北から嶺南に逃れた人々の中でも、客家は特に大きな集団となっている。
そのほか、流刑で多数の人々が中央から嶺南に追いやられたことも、中原と嶺南各地との文化的交流を進めるきっかけになった。劉禹錫、寇準、秦観、柳宗元、韓愈、湯顕祖など名のある学者や政治家が嶺南に流され、中にはそのまま嶺南で没した者もいた。彼らは嶺南の開発や人材教育を手がけ、嶺南から士大夫を輩出するようにもなった。明中期以降は、広東・新会に陳献章を始祖とする嶺南学派が現れ、伝統にとらわれない儒学研究を行っている。